# Archon Ultra
Archon Ultra est un jeu vidéo de stratégie au tour par tour et d’action développé par Free Fall Associates et publié par Strategic Simulations en septembre 1994. Le jeu est un remake de Archon: The Light and the Dark, publié en 1983. Comme dans ce dernier, les parties de Archon Ultra se déroulent sur un  plateau de jeu sur lequel le joueur peut affronter l’intelligence artificielle du jeu ou un autre joueur. Au début d’une partie, chaque joueur dispose d’un certain nombre de personnages disposant de caractéristiques et de capacités différentes. Les joueurs peuvent ensuite déplacer leurs personnages chacun à leur tour. Lorsqu’un joueur déplace un personnage sur une case déjà occupée par l’adversaire, l’action est transférée sur un autre terrain où les deux personnages s’affrontent.

## Accueil
| Archon Ultra |      |       |
| Média        | Pays | Notes |
| Datormagazin | US   | 3/5   |
| Dragon       | US   | 1/5   |
| Gen4         | FR   | 51%   |
| Joystick     | FR   | 60 %  |
| PC Gamer US  | US   | 76 %  |